# IC 4651
IC 4651 ist ein offener Sternhaufen Vom Typ II3m im Sternbild Altar am Südsternhimmel. Er ist  etwa 3000 Lichtjahre vom Sonnensystem entfernt und hat einen Durchmesser von etwa 8 bis 9 Lichtjahren. Der Cluster ist etwas über 1 Milliarde Jahre alt.
Entdeckt wurde das Objekt am 28. Juli 1826 von James Dunlop.